# Marco Antonio (historieta)
Marco Antonio es una serie de historietas creada por Mique Beltrán para El Pequeño País, y es una de las más emblemáticas de esa publicación.

## Argumento y personajes
La historieta narra las aventuras de Marco Antonio, un niño que tiene capacidades telequinéticas. Marco Antonio vive en una rica mansión y tiene las inquietudes de cualquier niño de 5 años. 
Este Marco Antonio es hijo del personaje principal de la serie Las aventuras de Cleopatra, del mismo autor.

## Trayectoria editorial
La serie fue recogida en los siguientes álbumes:
- Marco Antonio, (color Glénat, 1993 ISBN 84-88574-07-X).
- La rebelión de las sombras, color Glénat, 1994 ISBN 84-88574-98-3).
- Marco Antonio contra todos, (color Glénat, 1997 ISBN 84-88574-31-2).
- Marco Antonio ¡Más sustos!, (color Glénat, 1999  ISBN 978-84-89966-86-4).

En 2012, Editores de Tebeos, sucesora de Glénat España, la recopiló en un único volumen.

## Adaptaciones a otros medios
Se produjo una serie de dibujos animados, con dos temporadas de 13 capítulos cada una, entre 2007 y 2008, para Clan TVE, con el propio Beltrán como supervisor de guiones.

## Galería
- Palabras de Mique Beltran en la presentación de un integral sobre su serie Marco Antonio.
- Palabras de Manel Gimeno, prologuista del integral, sobre la serie Marco Antonio.